# Syauliwang
Syauliwang – gaun wikas samiti w zachodniej części Nepalu w strefie Rapti w dystrykcie Pyuthan. Według nepalskiego spisu powszechnego z 2001 roku liczył on 535 gospodarstw domowych i 3197 mieszkańców (1708 kobiet i 1489 mężczyzn).